# Кінопересувка
Кінопересувка — портативна кіноустановка що використовується для демонстрування кінофільмів на відкритих майданчиках, у невеликих залах, аудиторіях тощо. Для мобільності встановлюється на спеціально обладнаних транспортних засобах. Термін «кінопересувка» (рос. кинопередвижка) вживався в СРСР.

## Загальні відомості
Проста і компактна кіноапаратура могла легко перевозитись у різні місця. Завдяки цьому, до появи мережі кінотеатрів, сеанси кінопоказу в різноманітних не пристосованих місцях привертали увагу до нового явища — «сінематографа».
В часи Першої світової війни кінопересувки використовувались у багатьох країнах як засіб державної пропаганди. Пересувні кіноустановки, які давали змогу оперативно влаштовувати покази новин («кіножурналів») у периферійних місцях країн, відігравали значну роль в інформуванні населення. У 1930-х роках кінопересувки активно використовувались як інструмент пропаганди в Німеччині.
Особливо актуальними кінопересувки були в СРСР. Зважаючи на величезну територію країни, оперативне донесення інформації до віддалених районів було дуже важливим.
Окрім пропаганди, кінопересувки виконували просвітницьку та розважальну роль. У тогочасній Україні ними опікувалось Управління кінофікації УРСР.
Для кожної кінопересувки існував репертуарний план демонстрування фільмів, що складався з кількох розділів: хроніко-документальні, навчальні, художні, дитячі фільми. Репертуар формував відділ кінопрокату району та узгоджував із парткомами колгоспів чи радгоспів, сільською радою.
На кінець 1953 року в Україні у сільській місцевості діяло 2769 пересувних кінних кіноустановок та 860 автомобільних кінопересувок. Для обладнання кінопересувок кінотехнікою на одеському заводі «Кінап» виробляли компактні кіноустановки розраховані на демонстрування фільмів на 16-мм плівці. Найвідомішими були кіноустановки серії «Україна».
До початку 1970-х років кінопересувки втратили актуальність, у більшості сіл з'явилась кіноапаратура в клубах, також стало доступнішим телебачення.

## Технічне обладнання кінопересувки
Кінообладнання перевозили на спеціально переобладнаних вантажівках та мікроавтобусах. У багатьох випадках їх також оснащували автономним генератором на 220 В, 300—500 Вт. Кіномеханік був водночас і водієм кінопересувки.
Здебільшого кінопересувки комплектували 16-мм кіноустановками серії «Україна». Існували також кіноустановки для плівки 35-мм типу КН-11.
До комплекту кіноустановки «Україна» ПП-16-1 входили:
- кінопроєктор;
- підсилювач;
- гучномовець (дві колонки);
- автотрансформатор живлення;
- переносний екран;
- приладдя для перемотування та склеювання плівки.

## Кінопересувки в мистецтві
Образ кінопересувки був настільки впізнаваним, що ставав частиною сюжету літератури та багатьох художніх фільмів:
- Кінофільм «Королева бензоколонки» — в головну героїню закоханий кіномеханік на мікроавтобусі з кіноустановкою.
- Кінофільм «Міміно» — на початку фільму головний герой привозить кіно в гірську місцевість вертольотом, демонструє кінофільм кіноустановкою «Україна».
- «Наступного дня до бригади приїхала кінопересувка, увечері мали демонструвати новий фільм» (Любомир Дмитерко, Наречена, Повісті та новели, 1959, с. 111).